# Vilar de Cuiña
Vilar de Cuiña (llamada oficialmente Santa Bárbara do Vilar da Cuíña) es una parroquia y una aldea española del municipio de Fonsagrada, en la provincia de Lugo, Galicia.

## Otras denominaciones
La parroquia también es conocida por el nombre de Santa Bárbara de Vilar da Cuiña.

## Geografía
La población principal de la parroquia es, con el mismo nombre, Vilar de Cuiña. Se trata una aldea de unas 20 casas, en la que destacan varios hórreos de estilo asturiano y una iglesia (Santa Bárbara) situada en un pequeño saliente montañoso; actualmente, en la aldea viven una treintena de personas.

## Organización territorial
La parroquia está formada por nueve entidades de población:

### Entidades de población
Entidades de población que forman parte de la parroquia:
- Liñares de Bidul
- Miñide
- Vilar da Cuíña (O Vilar de Cuíña)

### Despoblados
Despoblados que forman parte de la parroquia:
- Arexo
- Barreira (A Barreira)
- Castro de Espiñeira (O Castro de Espiñeira)
- Ferraría da Cuíña (A Ferraría da Cuíña)
- Fornaza (A Fornaza)
- Restrumeiro

## Demografía

### Parroquia
| Gráfica de evolución demográfica de Vilar de Cuiña (parroquia) entre 2000 y 2019 |
|                                                                                  |
| Datos según el nomenclátor publicado por el INE.                                 |

### Aldea
| Gráfica de evolución demográfica de Vilar da Cuíña (aldea) entre 2000 y 2019 |
|                                                                              |
| Datos según el nomenclátor publicado por el INE.                             |

## Economía
Anteriormente, la actividad económica se basaba principalmente en la ganadería y agricultura, estando hoy limitadas al autoconsumo. 